# Ina Leppink-Schuitema
Catharina Charlotte (Ina) Leppink-Schuitema (Stadskanaal, 13 juni 1953) is een Nederlands VVD-politicus en bestuurder.

## Biografie
Leppink-Schuitema ging naar het gymnasium-β en de pedagogische academie. Daarna behaalde zij een lesbevoegdheid voor wis-, natuur- en scheikunde, Nederlands en godsdienst. Van 1976 tot 2001 was ze werkzaam in het basis-, middelbaar en volwassenenonderwijs. In 1997 werd ze gemeenteraadslid in de gemeente Venlo en vanaf 2001 was ze daar wethouder met onder andere Economische Zaken en Toerisme in haar portefeuille.
Vanaf september 2005 was Leppink-Schuitema burgemeester van Montferland die op 1 januari van dat jaar ontstond bij de fusie van Bergh en Didam. Vanaf die fusie tot haar benoeming was Paul Peters daar waarnemend burgemeester. Begin 2016 gaf Leppink-Schuitema aan per 1 januari 2017 te willen stoppen. Peter de Baat volgde haar als burgemeester op.
Leppink-Schuitema werd per 6 december 2017 benoemd tot waarnemend burgemeester van Horst aan de Maas. Ze nam de taken over van vertrekkend burgemeester Kees van Rooij, die burgemeester werd van Meierijstad. Leppink nam het burgemeestersambt in Horst aan de Maas ruim een jaar waar, tot aan de komst van Ryan Palmen begin 2019. Met ingang van 18 mei 2020 werd ze benoemd tot waarnemend burgemeester van Weert als opvolger van burgemeester Jos Heijmans. Op 25 mei 2021 werd Raymond Vlecken burgemeester van Weert.
Leppink-Schuitema is gehuwd en moeder van twee zoons en een dochter. Ze is Nederlands Hervormd.